# Aequoreidae
Aequoreidae è una famiglia di Hydrozoa dell'ordine Leptothecata.

## Generi
- Aequorea (Péron & Lesueur, 1809)
- Aldersladia (Gershwin, 2006)
- Gangliostoma  (Xu, 1983)
- Rhacostoma (L. Agassiz, 1850)
- † Tarracodiscus (Romero, Rogers & Gershwin, 2011)
- Zygocanna (Haeckel, 1879)

Secondo Integrated Taxonomic Information System, i soli generi Aequorea, Rhacostoma e Zygocanna sono riconosciuti.